# Vitaresta
UAB Vitaresta ist ein Unternehmen in der zweitgrößten litauischen Stadt Kaunas. Es wurde im September 1998 gegründet. UAB Vitaresta bietet Dienstleistungen der Reinigung, Facilitymanagement Services und spezifische Reinigungsarbeiten. Es hat das integrierte Managementsystem für die Verwaltung von Qualität, Umweltschutz und Arbeitssicherheit und Gesundheit (LST EN ISO 9001, LST EN ISO 14001 und OHSAS 18001). Der Hauptsitz des Unternehmens befindet sich in Kaunas. Die Vertretungen sind in den litauischen Großstädten Vilnius, Klaipėda, Šiauliai, Panevėžys, Marijampolė, Alytus sowie in der lettischen Hauptstadt Riga. Von 2010 bis 2013 wuchs der Unternehmensumsatz um 42,70 %. Zu den Kunden gehören die litauischen Einzelhandelsketten wie Maxima LT und Senukai sowie andere.